# Bohdan Paczowski
Bohdan Paczowski (ur. 5 czerwca 1930 w Warszawie, zm. 26 stycznia 2017 w Luksemburgu) – architekt, eseista i fotograf.

## Życiorys
Ukończył studia na Politechnice Krakowskiej i w Mediolanie. Po Mediolanie i Paryżu mieszkał i pracował w Luksemburgu, gdzie był wspólnikiem pracowni Paczowski et Fritsch Architectes. Był związany ze środowiskiem paryskiej „Kultury”. Zaprzyjaźniony z Witoldem Gombrowiczem od roku 1965, aż do śmierci pisarza, Paczowski był autorem licznych zdjęć jego i innych postaci z kręgu „Kultury”.
Z pracownią paryską Bellon, Paczowski, Sobotta wygrał konkursy na szpital w Paryżu – Aubervilliers 1983, na laboratoria szpitala Cochin w Paryżu 1984 i na szpital w Compiègne (Francja) 1987 – dwa ostatnie zrealizowane. Zrealizował siedzibę Komisji Europejskiej „Jean Monnet” w Luksemburgu 1975, a z pracownią luksemburską Paczowski et Fritsch zrealizował m.in. pierwszą rozbudowę Trybunału Europejskiego 1994, pawilon luksemburski na Expo'92 w Sewilli, laboratoria IFREMER w Lorient (Francja) 2002, terminal pasażerskiego portu lotniczego w Luksemburgu 2008 i zdobył nagrody w licznych konkursach międzynarodowych, a w grudniu 2009 wygrał konkurs na projekt Muzeum Historii Polski w Warszawie.
Przewodniczył bądź uczestniczył w wielu sądach konkursów międzynarodowych m.in. był przewodniczącym Sądu Konkursowego w międzynarodowym konkursie architektonicznym na budynek Muzeum Historii Żydów Polskich. Był członkiem Polskiej Izby Architektów, Ordre des Architectes et des Ingénieurs w Luksemburgu i mediolańskiego Ordine degli Architetti della Provincia di Milano, oraz współzałożycielem luksemburskiej Fundacji Architektury i Inżynierii.
Publikował teksty m.in. w „Res Publice Nowej”, „Tygodniku Powszechnym”, „Zeszytach Literackich”, „L’Architecture d’Aujourd’hui” i „Architectural Review”.
Był autorem wielu artykułów i esejów. W 2013 roku ukazała się monografia pracowni Paczowski et Fritsch architectes w wydawnictwie Infolio. Gollion. Szwajcaria.
Był żonaty z Marią Paczowską z domu Błeszyńską (26 stycznia 1932–2 marca 2019), autorką powieści Sentymenty (Wydawnictwo Literackie, Kraków 1960).

## Książki
- Neapol–Maisons-Laffitte: Gustaw Herling-Grudziński w fotografii Bohdana Paczowskiego : Kraków 24 V - 7 VI 1991, Kraków, Oficyna Literacka, 1991 [katalog wystawy]
- Zobaczyć, Gdańsk, słowo/obraz terytoria, 2005
- Ścieżki,  Gdańsk, słowo/obraz terytoria, 2012
- Spojrzenia = Glimpses, Gdańsk, Czysty Warsztat, 2012